# Люксембург на пісенному конкурсі Євробачення
Люксембург дебютував на Євробаченні з найпершого конкурсу 1956 року. Ця країна також є однією з найуспішніших учасників конкурсу з 5 перемогами, більше мають лише Ірландія та Швеція, однаково з Люксембургом п'ять перемог у Франції, Нідерландів та Великої Британії. Люксембург має дві поспіль перемоги — у 1972 та 1973 роках. Країна припинила участь у конкурсі після 1993 року, що було пов'язано з низкою невдалих виступів у 80-х і на початку 90-х років. У 2023 році Люксембург оголосив про повернення на Євробачення 2024 після 30-річної відсутності.

## Учасники
Умовні позначення
     Переможець
     Друге місце
     Третє місце
     Останнє місце
| Рік                               | Місце проведення   | Виконавець                                                                                | Пісня                                                                    | Мова                             | Фінал    | Фінал    | Півфінал                    | Півфінал                    |
| Рік                               | Місце проведення   | Виконавець                                                                                | Пісня                                                                    | Мова                             | Місце    | Бали     | Місце                       | Бали                        |
| --------------------------------- | ------------------ | ----------------------------------------------------------------------------------------- | ------------------------------------------------------------------------ | -------------------------------- | -------- | -------- | --------------------------- | --------------------------- |
| 1956                              | Лугано             | Мішель Арно                                                                               | «Ne Crois Pas» «Не вір»                                                  | французька                       | Невідомо | Невідомо | Без півфіналів              | Без півфіналів              |
| 1956                              | Лугано             | Мішель Арно                                                                               | «Les Amants De Minuit» «Закохані опівночі»                               | французька                       | Невідомо | Невідомо | Без півфіналів              | Без півфіналів              |
| 1957                              | Франкфурт-на-Майні | Даніель Дюпре                                                                             | «Amours Mortes (Tant De Peine)» «Згаслі кохання (Стільки болю)»          | французька                       | 4-е      | 8        | Без півфіналів              | Без півфіналів              |
| 1958                              | Гілверсум          | Соланж Беррі                                                                              | «Un Grand Amour» «Велике кохання»                                        | французька                       | 9-е      | 1        | Без півфіналів              | Без півфіналів              |
| Не брали участь 1959 року         |                    |                                                                                           |                                                                          |                                  |          |          |                             |                             |
| 1960                              | Лондон             | Камілло Фельген                                                                           | «So Laang We's Du Do Bast» «Поки ти тут»                                 | люксембурзька                    | 13-е     | 1        | Без півфіналів              | Без півфіналів              |
| 1961                              | Канни              | Жан-Клод Паскаль                                                                          | «Nous les amoureux» «Ми, закохані»                                       | французька                       | 1-е      | 31       | Без півфіналів              | Без півфіналів              |
| 1962                              | Люксембург         | Камілло Фельген                                                                           | «Petit Bonhomme» «Маленький хлопчик»                                     | французька                       | 3-є      | 11       | Без півфіналів              | Без півфіналів              |
| 1963                              | Лондон             | Нана Мускурі                                                                              | «À Force De Prier» «Завдяки молитвам»                                    | французька                       | 8-е      | 13       | Без півфіналів              | Без півфіналів              |
| 1964                              | Копенгаген         | Юг Офре                                                                                   | «Dès Que Le Printemps Revient» «Щойно повертається весна»                | французька                       | 4-е      | 14       | Без півфіналів              | Без півфіналів              |
| 1965                              | Неаполь            | Франс Галль                                                                               | «Poupée de cire, poupée de son» «Лялька з воску, лялька зі звуком»       | французька                       | 1-е      | 32       | Без півфіналів              | Без півфіналів              |
| 1966                              | Люксембург         | Мішель Торр                                                                               | «Ce soir je t'attendais» «Цієї ночі я тебе чекала»                       | французька                       | 10-е     | 7        | Без півфіналів              | Без півфіналів              |
| 1967                              | Відень             | Вікі Леандрос                                                                             | «L'amour est bleu» «Кохання — синє»                                      | французька                       | 4-е      | 17       | Без півфіналів              | Без півфіналів              |
| 1968                              | Лондон             | Кріс Бальдо & Софі Гарель                                                                 | «Nous vivrons d'amour» «Ми житимемо коханням»                            | французька                       | 11-е     | 5        | Без півфіналів              | Без півфіналів              |
| 1969                              | Мадрид             | Ромюаль                                                                                   | «Catherine» «Катрін»                                                     | французька                       | 11-е     | 7        | Без півфіналів              | Без півфіналів              |
| 1970                              | Амстердам          | Девід Александр Вінтер                                                                    | «Je Suis Tombé Du Ciel» «Я впав з неба»                                  | французька                       | 12-е     | 0        | Без півфіналів              | Без півфіналів              |
| 1971                              | Дублін             | Монік Мелсен                                                                              | «Pomme, Pomme, Pomme» «Яблуко, яблуко, яблуко»                           | французька                       | 13-е     | 70       | Без півфіналів              | Без півфіналів              |
| 1972                              | Единбург           | Вікі Леандрос                                                                             | «Après toi» «Після тебе»                                                 | французька                       | 1-е      | 128      | Без півфіналів              | Без півфіналів              |
| 1973                              | Люксембург         | Анн-Марі Давід                                                                            | «Tu te reconnaîtras» «Ти себе впізнаєш»                                  | французька                       | 1-е      | 129      | Без півфіналів              | Без півфіналів              |
| 1974                              | Брайтон            | Айрін Шир                                                                                 | «Bye Bye I Love You «Бувай, я тебе кохаю»»                               | французька                       | 4-е      | 14       | Без півфіналів              | Без півфіналів              |
| 1975                              | Стокгольм          | Жеральдін                                                                                 | «Toi» «Ти»                                                               | французька                       | 5-е      | 84       | Без півфіналів              | Без півфіналів              |
| 1976                              | Гаага              | Юрген Маркус                                                                              | «Chansons pour ceux qui s'aiment» «Пісні для тих, хто кохає одне одного» | французька                       | 14-е     | 17       | Без півфіналів              | Без півфіналів              |
| 1977                              | Лондон             | Анн-Марі Бесс                                                                             | «Frère Jacques» «Брате Жаку»                                             | французька                       | 16-е     | 17       | Без півфіналів              | Без півфіналів              |
| 1978                              | Париж              | Baccara                                                                                   | «Parlez-Vous Français?» «Ви розмовляєте французькою?»                    | французька                       | 7-е      | 73       | Без півфіналів              | Без півфіналів              |
| 1979                              | Єрусалим           | Джін Менсон                                                                               | «J'ai déjà vu ça dans tes yeux» «Я вже бачила це у твоїх очах»           | французька                       | 13-е     | 44       | Без півфіналів              | Без півфіналів              |
| 1980                              | Гаага              | Sophie & Magaly                                                                           | «Papa Pingouin» «Тато Пінгвін»                                           | французька                       | 9-е      | 56       | Без півфіналів              | Без півфіналів              |
| 1981                              | Дублін             | Жан-Клод Паскаль                                                                          | «C'est peut-être pas l'Amérique» «Це, може, й не Америка»                | французька                       | 11-е     | 41       | Без півфіналів              | Без півфіналів              |
| 1982                              | Гаррогейт          | Світлана                                                                                  | «Cours après le temps» «Біжи за часом»                                   | французька                       | 6-е      | 78       | Без півфіналів              | Без півфіналів              |
| 1983                              | Мюнхен             | Корін Ерме                                                                                | «Si la vie est cadeau» «Якщо життя — це подарунок»                       | французька                       | 1-е      | 142      | Без півфіналів              | Без півфіналів              |
| 1984                              | Люксембург         | Софі Карл                                                                                 | «100% d'amour» «100 % кохання»                                           | французька                       | 10-е     | 39       | Без півфіналів              | Без півфіналів              |
| 1985                              | Гетеборг           | Аннеміке Вердорн, Франк Олів'є, Даян Соломон, Айрін Шир, Кріс Робертс & Малькольм Робертс | «Children, Kinder, Enfants» «Діти, діти, діти»                           | французька, німецька, англійська | 13-е     | 37       | Без півфіналів              | Без півфіналів              |
| 1986                              | Берген             | Шеріс Лоран                                                                               | «L'amour de ma vie» «Кохання мого життя»                                 | французька                       | 3-є      | 117      | Без півфіналів              | Без півфіналів              |
| 1987                              | Брюссель           | Пластік Бертран                                                                           | «Amour amour» «Кохання кохання»                                          | французька                       | 21-е     | 4        | Без півфіналів              | Без півфіналів              |
| 1988                              | Дублін             | Лара Фабіан                                                                               | «Croire» «Вірити»                                                        | французька                       | 4-е      | 90       | Без півфіналів              | Без півфіналів              |
| 1989                              | Лозанна            | Park Café                                                                                 | «Monsieur» «Містер»                                                      | французька                       | 20-е     | 8        | Без півфіналів              | Без півфіналів              |
| 1990                              | Загреб             | Селін Карзо                                                                               | «Quand je te rêve» «Коли я мрію про тебе»                                | французька                       | 13-е     | 38       | Без півфіналів              | Без півфіналів              |
| 1991                              | Рим                | Сара Бре                                                                                  | «Un baiser volé» «Вкрадений поцілунок»                                   | французька                       | 14-е     | 29       | Без півфіналів              | Без півфіналів              |
| 1992                              | Мальме             | Маріон Вельтер & Kontinent                                                                | «Sou fräi» «Такою вільною»                                               | люксембурзька                    | 21-е     | 10       | Без півфіналів              | Без півфіналів              |
| 1993                              | Мілстріт           | Modern Times                                                                              | «Donne-moi une chance» «Дай мені шанс»                                   | французька, люксембурзька        | 20-е     | 11       | Kvalifikacija za Millstreet | Kvalifikacija za Millstreet |
| Не брали участь у 1994-2023 роках |                    |                                                                                           |                                                                          |                                  |          |          |                             |                             |
| 2024                              | Мальме             | Талі                                                                                      | «Fighter» «Боєць»                                                        | французька, англійська           | 13-е     | 103      | 5-е                         | 117                         |
| 2025                              | Базель             | Лора Торн                                                                                 | «La poupée monte le son» «Лялька збільшує гучність»                      | французька                       | 22-е     | 47       | 7-е                         | 62                          |

### Congratulations: 50-річчя пісенного конкурсу «Євробачення»
| Виконавець  | Пісня                           | Мова       | Congratulations            | Congratulations            | Congratulations | Congratulations | На Євробаченні | На Євробаченні | На Євробаченні |
| Виконавець  | Пісня                           | Мова       | Фінал                      | Бали                       | Півфінал        | Бали            | Рік            | Місце          | Бали           |
| ----------- | ------------------------------- | ---------- | -------------------------- | -------------------------- | --------------- | --------------- | -------------- | -------------- | -------------- |
| Франс Галль | «Poupée de cire, poupée de son» | французька | Не вдалося кваліфікуватися | Не вдалося кваліфікуватися | 14-е            | 37              | 1965           | 1-е            | 32             |

## Країна-господарка

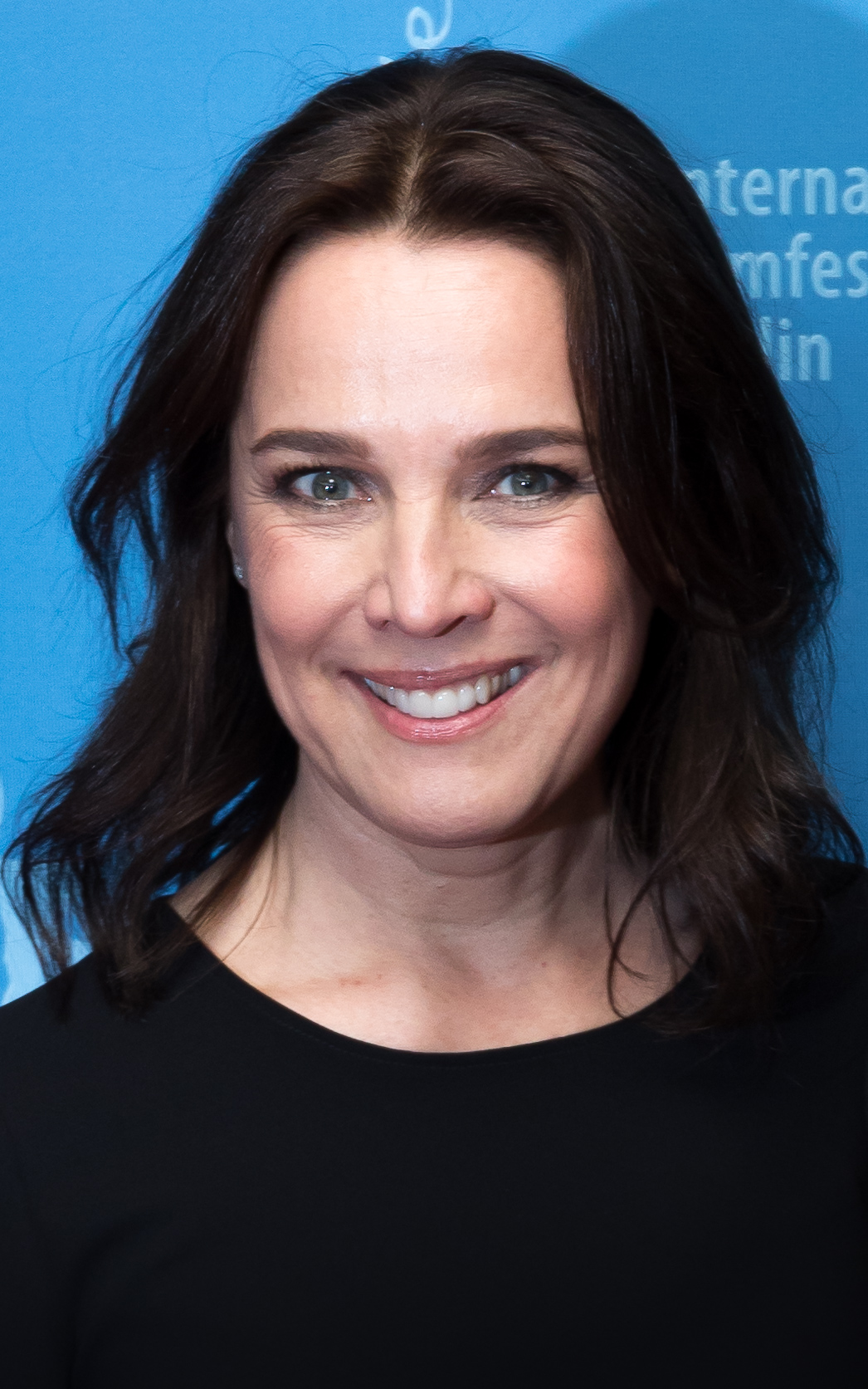
Дезіре Носбуш — ведуча Євробачення 1984 (фото 2018). На момент проведення конкурсу їй було 19 років, що робить її наймолодшою з ведучих пісенного конкурсу Євробачення. Після повернення на конкурс у 2024 році, вона стала першою речницею від Люксембургу, котра оголосила бали Люксембурга через камеру.

| Рік  | Місто      | Місце                                  | Ведучі         |
| ---- | ---------- | -------------------------------------- | -------------- |
| 1962 | Люксембург | Grand Auditorium de RTL, Вілла Лувіньї | Мірей Деланнуа |
| 1966 | Люксембург | Grand Auditorium de RTL, Вілла Лувіньї | Джозіан Шен    |
| 1973 | Люксембург | Великий театр міста Люксембурга        | Хельга Гіттон  |
| 1984 | Люксембург | Великий театр міста Люксембурга        | Дезіре Носбуш  |

## Пов'язана участь

### Голова делегації
Кожен мовник, який бере участь у Пісенному конкурсі «Євробачення», призначає голову делегації як контактну особу ЄМС та голову своєї делегації на заході. До складу делегації, чиї розміри можуть сильно відрізнятися, входять керівник преси, виконавці, автори пісень, композитори, бек-вокалісти тощо.
| Рік  | Голова делегації | Прим. |
| ---- | ---------------- | ----- |
| 2024 | Ерік Леман       | [ 6 ] |

### Постановники номерів
| Рік  | Постановщик  | Прим. |
| ---- | ------------ | ----- |
| 2024 | Герман Нєнов | [ 7 ] |

### Диригенти
До 1999 року, коли на конкурсі використовувався оркестр, було обов'язкова присутність диригента, якщо країна його використовувала. Мовники могли надавати власних диригентів або звернутися до послуг диригента, призначеного мовником країни-господарки. Диригенти, які керували оркестром під час люксембурзьких заявок кожного року, перераховані нижче.
| Рік  | Диригент             | Нотатки | Прим.  |
| ---- | -------------------- | ------- | ------ |
| 1956 | Жак Ласрі            |         | [ 9 ]  |
| 1957 | Віллі Беркінг        | [ c ]   | [ 9 ]  |
| 1958 | Дольф ван дер Лінден | [ c ]   | [ 9 ]  |
| 1960 | Ерік Робінсон        | [ c ]   | [ 9 ]  |
| 1961 | Лео Шольяк           |         | [ 9 ]  |
| 1962 | Жан Родерес          |         | [ 9 ]  |
| 1963 | Ерік Робінсон        | [ c ]   | [ 9 ]  |
| 1964 | Жак Денжан           |         | [ 9 ]  |
| 1965 | Ален Горагер         |         | [ 9 ]  |
| 1966 | Жан Родерес          |         | [ 9 ]  |
| 1967 | Клод Денжан          |         | [ 9 ]  |
| 1968 | Андре Борлі          |         | [ 9 ]  |
| 1969 | Аугусто Альгеро      | [ c ]   | [ 9 ]  |
| 1970 | Раймон Лефевр        |         | [ 10 ] |
| 1971 | Жан Клодрік          |         | [ 10 ] |
| 1972 | Клаус Манро          |         | [ 10 ] |
| 1973 | П'єр Као             |         | [ 10 ] |
| 1974 | Чарльз Блеквелл      |         | [ 10 ] |
| 1975 | Філ Колтер           |         | [ 10 ] |
| 1976 | Джо Пле              |         | [ 10 ] |
| 1977 | Джонні Арті          |         | [ 10 ] |
| 1978 | Рольф Соя            |         | [ 10 ] |
| 1979 | Ерве Рой             |         | [ 10 ] |
| 1980 | Норберт Даум         |         | [ 11 ] |
| 1981 | Жоель Роше           |         | [ 11 ] |
| 1982 | Жан Клодрік          |         | [ 11 ] |
| 1983 | Мішель Бернхольк     |         | [ 11 ] |
| 1984 | Паскаль Стів         |         | [ 11 ] |
| 1985 | Норберт Даум         |         | [ 11 ] |
| 1986 | Рольф Соя            |         | [ 11 ] |
| 1987 | Алек Мансіон         |         | [ 11 ] |
| 1988 | Режи Дюпре           |         | [ 11 ] |
| 1989 | Бенуа Кауфман        | [ c ]   | [ 11 ] |
| 1990 | Тьєррі Дюрбе         |         | [ 12 ] |
| 1991 | Френсіс Гойя         |         | [ 12 ] |
| 1992 | Крістіан Джейкоб     |         | [ 12 ] |
| 1993 | Френсіс Гойя         |         | [ 12 ] |

### Члени журі
| Рік  | Журі 1       | Журі 2                  | Журі 3             | Журі 4     | Журі 5      | Прим.  |
| ---- | ------------ | ----------------------- | ------------------ | ---------- | ----------- | ------ |
| 2024 | Патрік Грейс | Альфред Ніколя Медернах | Жермен Леон Мартін | Ірем Сосай | Ванесса Кам | [ 13 ] |

### Коментатори та речники
| Рік       | Канал                               | Коментатор                                          | Речник          | Прим.                      |
| --------- | ----------------------------------- | --------------------------------------------------- | --------------- | -------------------------- |
| 1956      | Télé-Luxembourg                     | Невідомо                                            | Без речників    | [ 14 ]                     |
| 1957      | Télé-Luxembourg                     | Невідомо                                            | Невідомо        | [ 15 ]                     |
| 1958      | Télé-Luxembourg                     | Невідомо                                            | Невідомо        | [ 16 ]                     |
| 1959      | Télé-Luxembourg                     | Невідомо                                            | Не брали участь | [ 17 ]                     |
| 1960      | Télé-Luxembourg                     | Невідомо                                            | Невідомо        | [ 18 ]                     |
| 1961      | Télé-Luxembourg                     | Роберт Бове                                         | Невідомо        | [ 19 ] [ 20 ]              |
| 1962      | Télé-Luxembourg                     | Невідомо                                            | Невідомо        | [ 21 ]                     |
| 1963      | Télé-Luxembourg                     | П'єр Чернія                                         | Невідомо        | [ 22 ]                     |
| 1964      | Télé-Luxembourg                     | Роберт Бове                                         | Невідомо        | [ 23 ] [ 24 ]              |
| 1965      | Télé-Luxembourg                     | Невідомо                                            | Невідомо        | [ 25 ]                     |
| 1966      | Télé-Luxembourg                     | Невідомо                                            | Камілло Фельжен | [ 27 ]                     |
| 1967      | Télé-Luxembourg                     | Невідомо                                            | Невідомо        | [ 28 ]                     |
| 1968      | Télé-Luxembourg                     | Невідомо                                            | Невідомо        | [ 29 ]                     |
| 1969      | Télé-Luxembourg                     | Невідомо                                            | Невідомо        | [ 30 ]                     |
| 1970      | Télé-Luxembourg                     | Невідомо                                            | Невідомо        | [ 31 ]                     |
| 1971      | Télé-Luxembourg                     | Невідомо                                            | Без речників    | [ 32 ]                     |
| 1972      | Télé-Luxembourg                     | Жак Навадік                                         | Без речників    | [ 33 ] [ 34 ]              |
| 1973      | RTL Télé-Luxembourg                 | Невідомо                                            | Без речників    | [ 35 ]                     |
| 1974      | RTL Télé-Luxembourg                 | Невідомо                                            | Невідомо        | [ 36 ]                     |
| 1975      | RTL Télé-Luxembourg                 | Невідомо                                            | Невідомо        | [ 37 ]                     |
| 1976      | RTL Télé-Luxembourg                 | Невідомо                                            | Невідомо        | [ 38 ]                     |
| 1977      | RTL Télé-Luxembourg                 | Невідомо                                            | Невідомо        | [ 39 ]                     |
| 1978      | RTL Télé-Luxembourg                 | Жак Навадік та Андре Торрент                        | Невідомо        | [ 40 ]                     |
| 1979      | RTL Télé-Luxembourg                 | Невідомо                                            | Невідомо        | [ 41 ]                     |
| 1980      | RTL Télé-Luxembourg                 | Жак Навадік                                         | Невідомо        | [ 42 ]                     |
| 1981      | RTL Télé-Luxembourg                 | Невідомо                                            | Невідомо        | [ 43 ]                     |
| 1982      | RTL Télé-Luxembourg                 | Жак Навадік та Мерілен Бергманн                     | Невідомо        | [ 44 ]                     |
| 1983      | RTL Télévision                      | Невідомо                                            | Невідомо        | [ 45 ]                     |
| 1984      | RTL Télévision, RTL plus            | Невідомо                                            | Невідомо        | [ 46 ]                     |
| 1985      | RTL Télévision, RTL plus            | Валері Сарн(RTL Télévision) Олівер Шпікер(RTL plus) | Невідомо        | [ 47 ] [ 48 ]              |
| 1986      | RTL Télévision, RTL plus            | Невідомо(RTL Télévision) Маттіас Крингс(RTL plus)   | Невідомо        | [ 49 ]                     |
| 1987      | RTL Télévision, RTL plus            | Невідомо(RTL Télévision) Маттіас Крингс(RTL plus)   | Невідомо        | [ 50 ]                     |
| 1988      | RTL Télévision, RTL plus            | Невідомо                                            | Невідомо        | [ 51 ] [ 52 ]              |
| 1989      | RTL Télévision                      | Невідомо                                            | Невідомо        | [ 53 ]                     |
| 1990      | RTL Télévision                      | Валері Сарн                                         | Невідомо        | [ 54 ]                     |
| 1991      | RTL TV, RTL Lorraine                | Невідомо                                            | Невідомо        | [ 55 ] [ 56 ]              |
| 1992      | RTL Hei Elei                        | Ромен Геренд                                        | Невідомо        | [ 57 ]                     |
| 1993      | RTL Hei Elei                        | Ромен Геренд                                        | Невідомо        | [ 58 ]                     |
| 1994—2023 | Не транслювали                      | Не транслювали                                      | Не брали участь |                            |
| 2024      | RTL та RTL Radio (Всі шоу)          | Рауль Рус та Роджер Саурфельд (Люксембурзька мова)  | Дезіре Носбуш   | [ 4 ] [ 59 ] [ 60 ] [ 61 ] |
| 2024      | RTL Today (Всі шоу)                 | Сара Тапп та Мередіт Мосс (Англійська мова)         | Дезіре Носбуш   | [ 4 ] [ 59 ] [ 60 ] [ 61 ] |
| 2024      | RTL Infos (Перший півфінал й фінал) | Жером Дідело та Емма Соргато (Французька мова)      | Дезіре Носбуш   | [ 4 ] [ 59 ] [ 60 ] [ 61 ] |

## Галерея

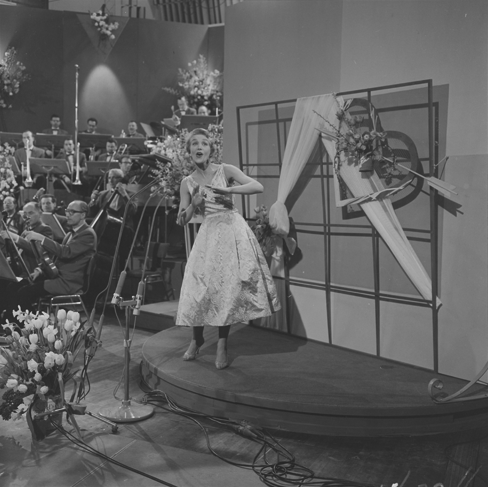
Соланж Беррі у Гілверсумі (1958)
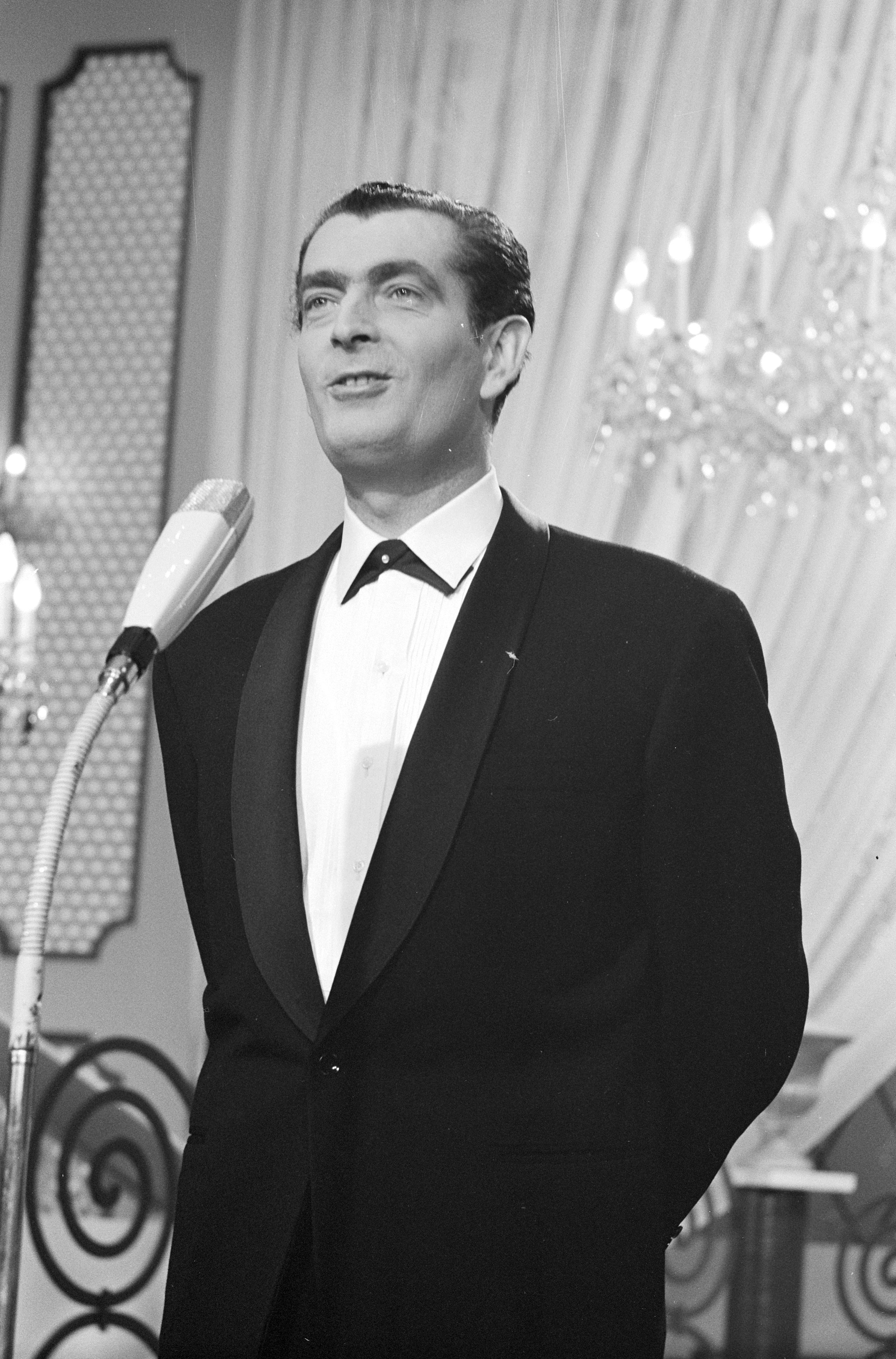
Камілло Фельжен в Люксембурзі (1962)
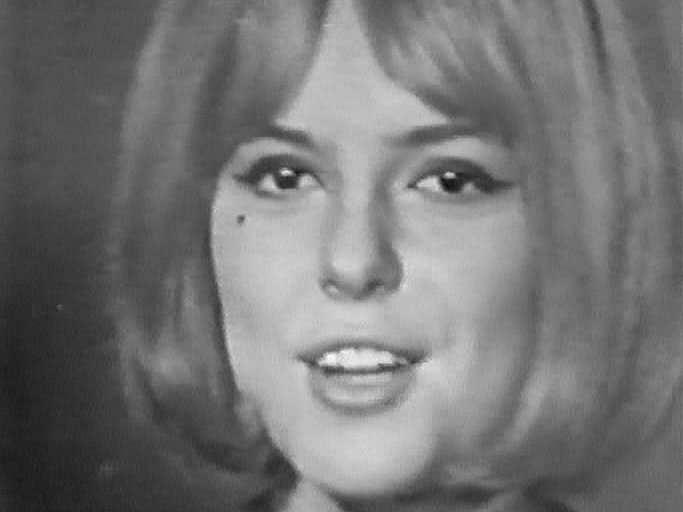
Франс Галль в Неаполі (1965)
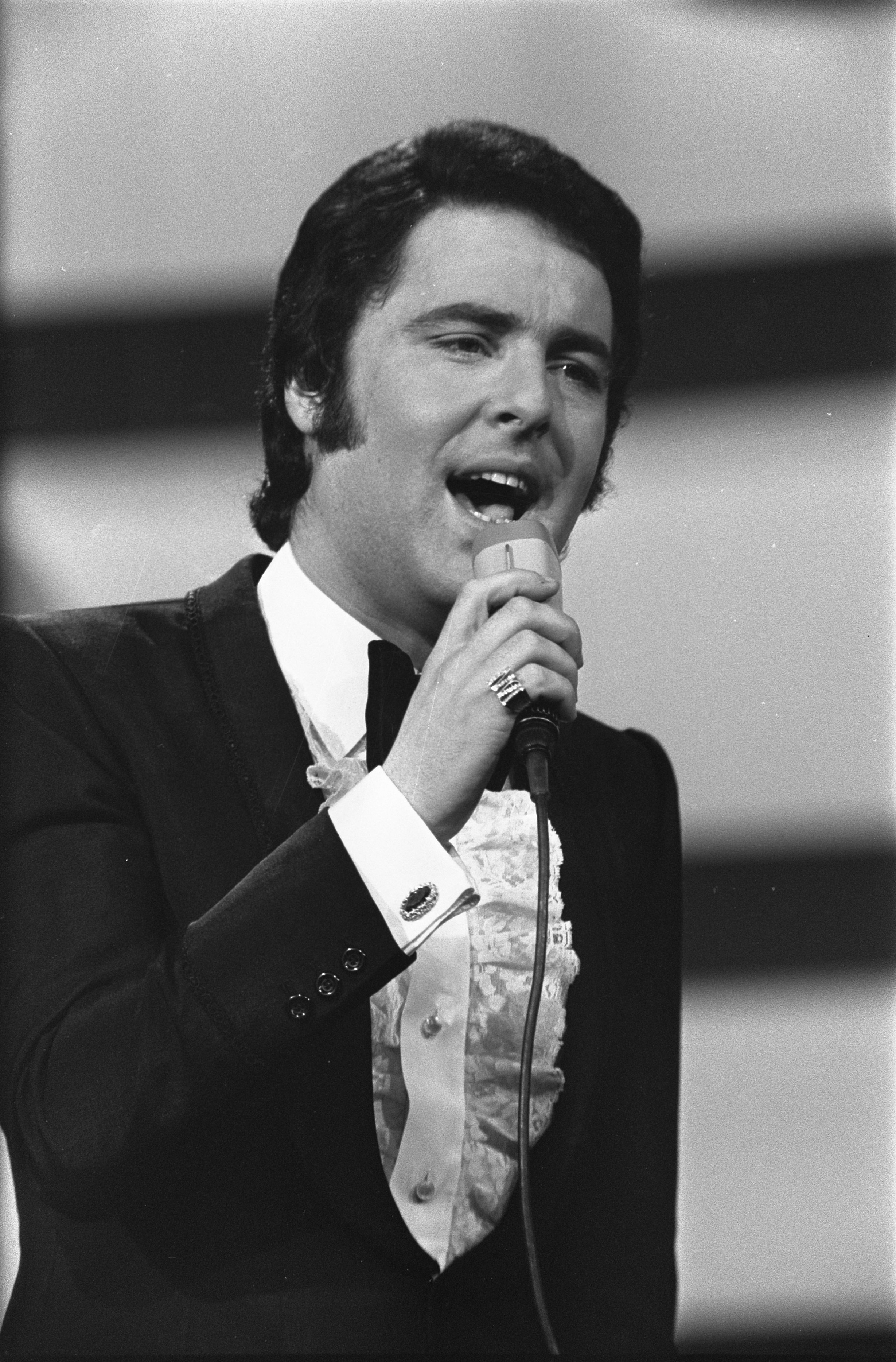
Девід Александр Вінтер в Амстердамі (1970)
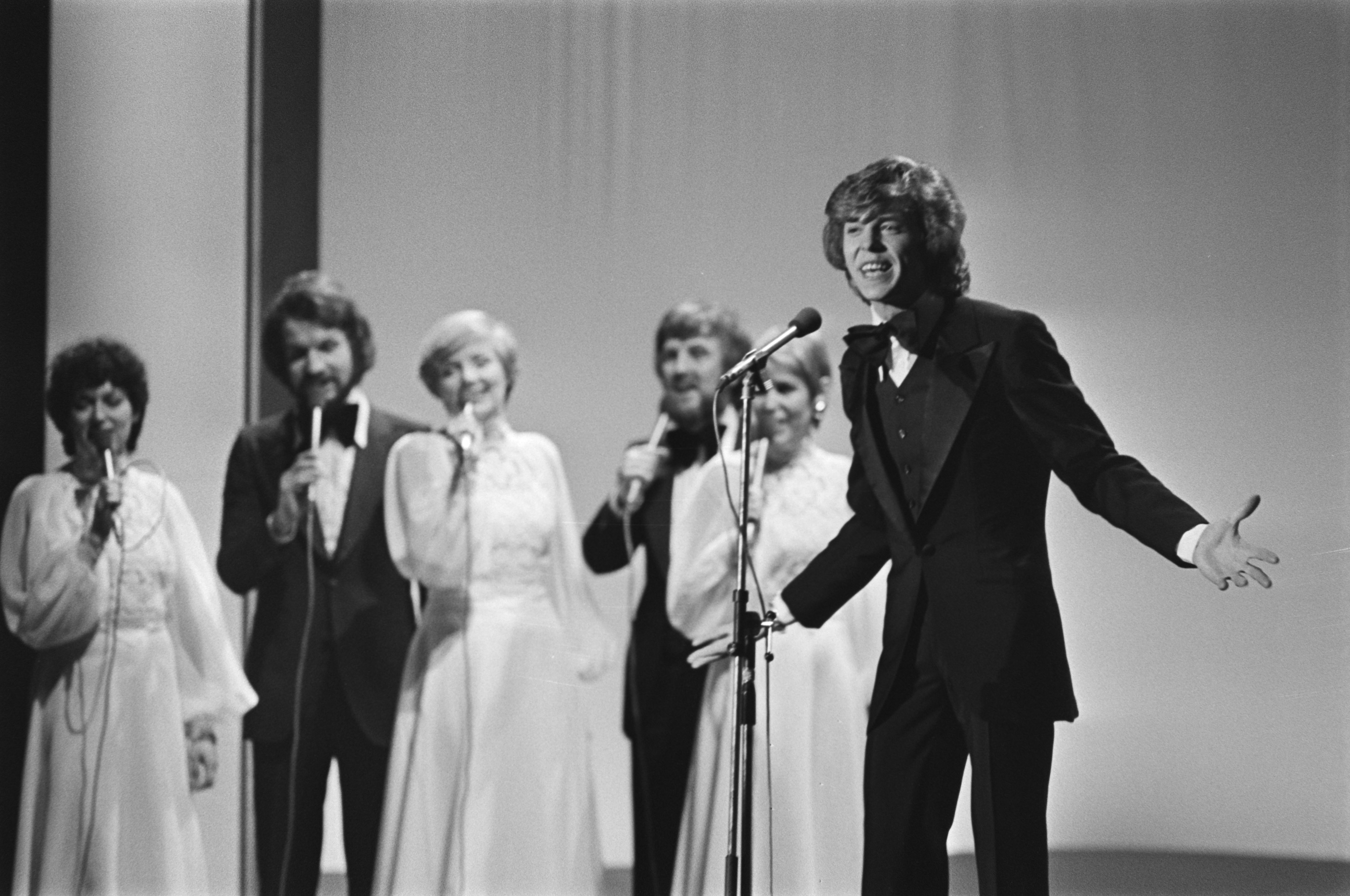
Юрген Маркус в Гаазі (1976)
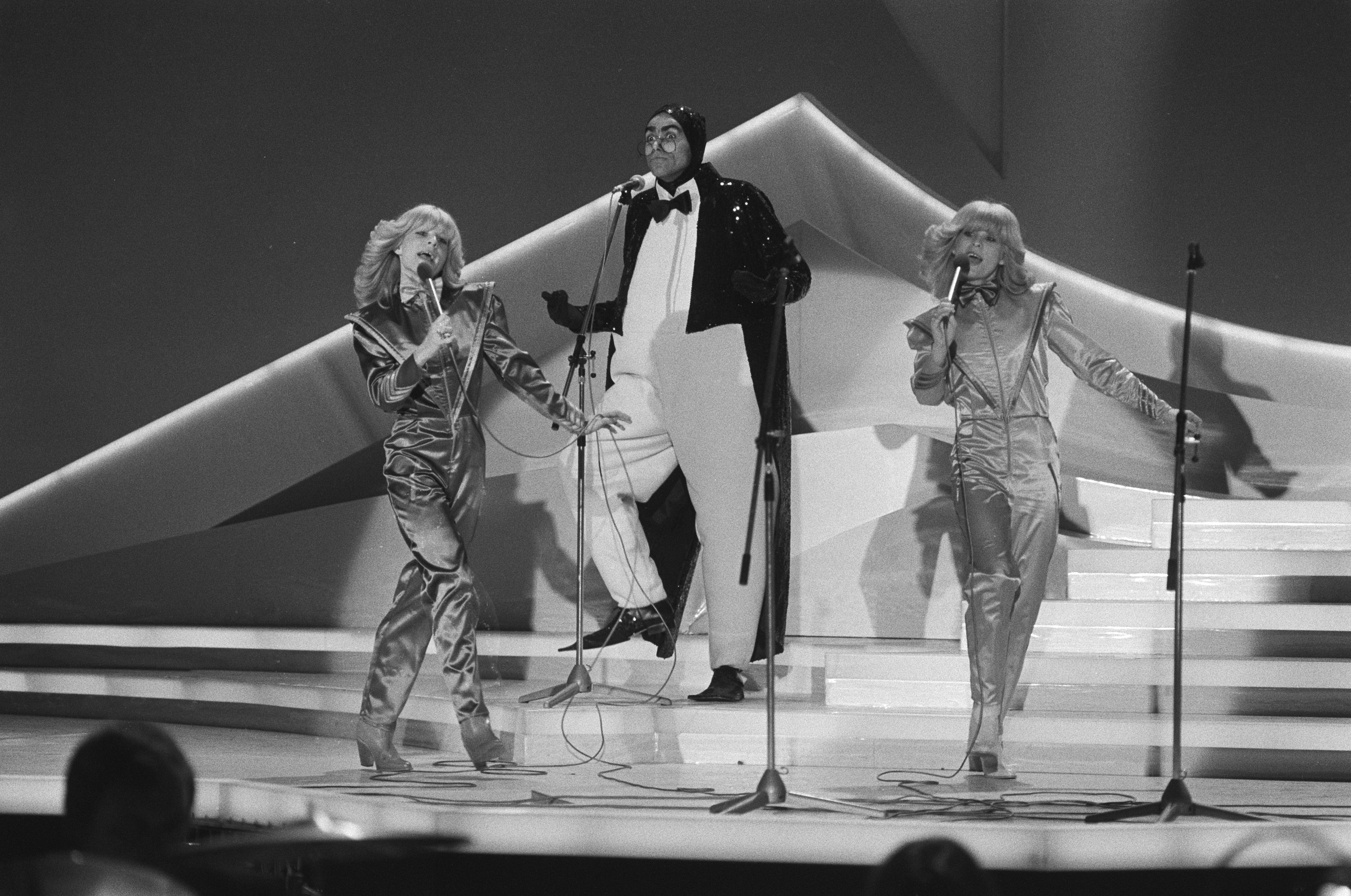
Sophie & Magaly в Гаазі (1980)
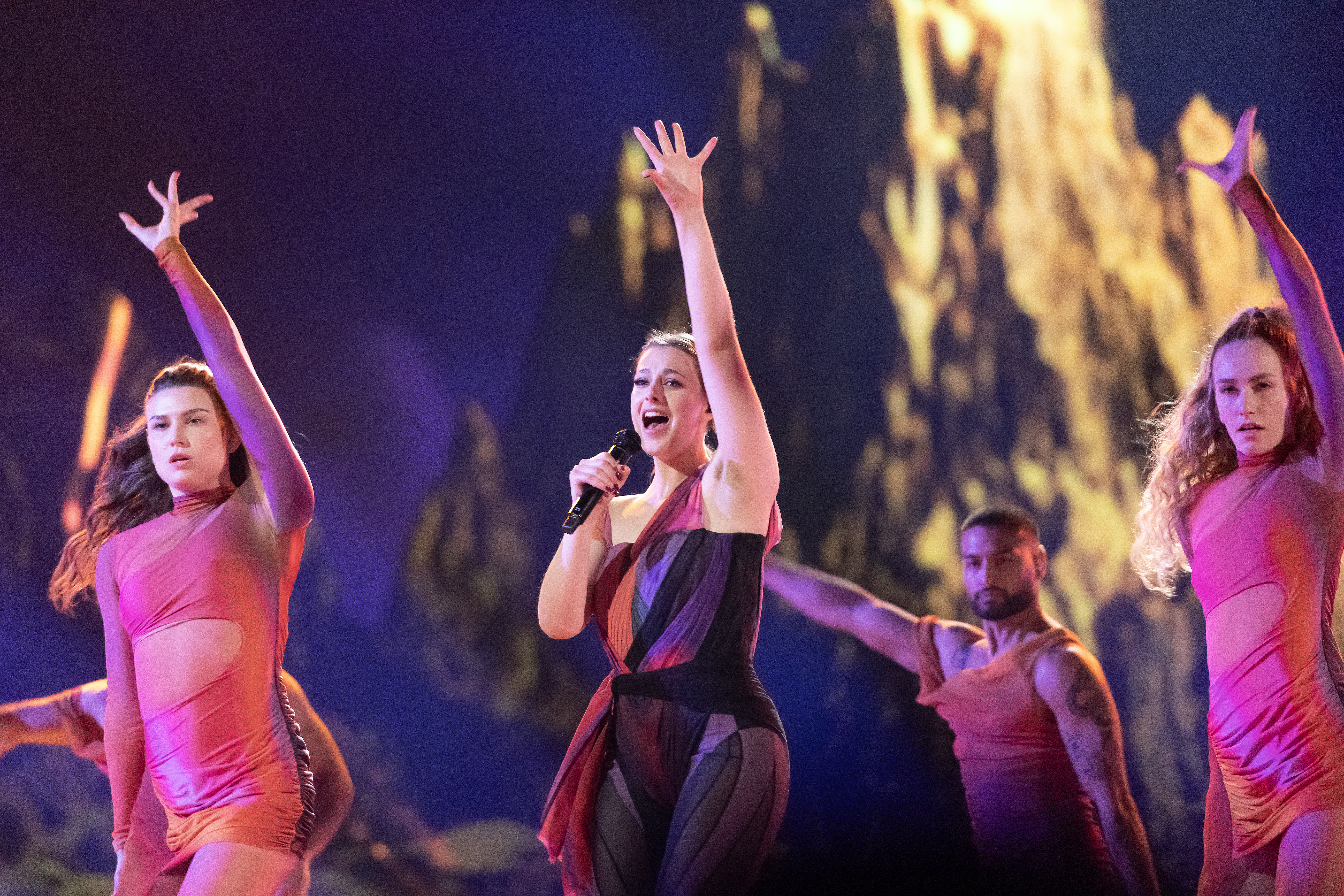
Талі в Мальме (2024)
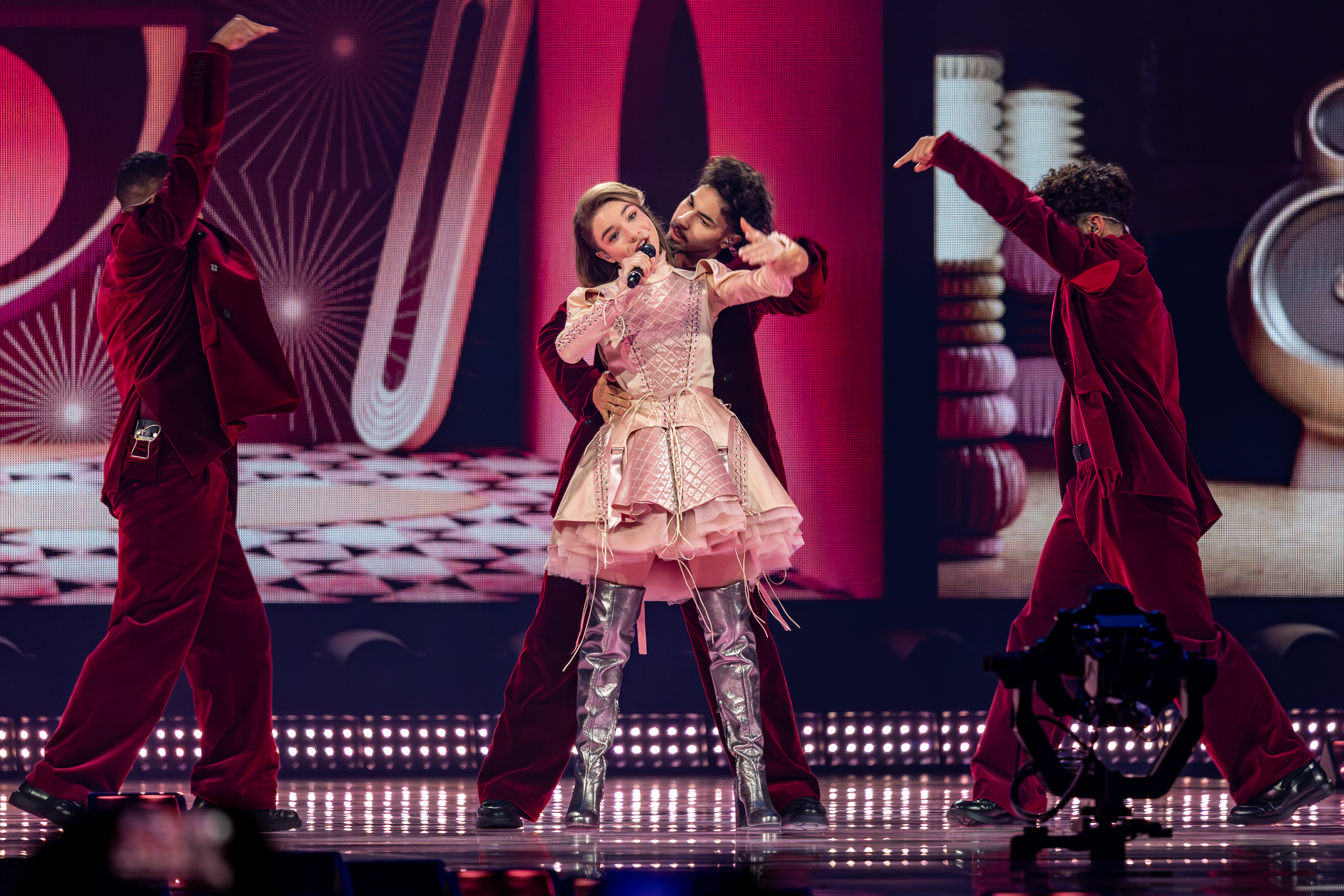
Лора Торн в Базелі (2025)

## Статистика голосувань (1975—2025)
| №  | Дано            | Дано | Отримано        | Отримано |
| №  | Країни          | Бали | Країни          | Бали     |
| -- | --------------- | ---- | --------------- | -------- |
| 1  | Велика Британія | 123  | Португалія      | 76       |
| 2  | Франція         | 107  | Ірландія        | 73       |
| 3  | Ірландія        | 96   | Франція         | 66       |
| 4  | Швейцарія       | 94   | Велика Британія | 61       |
| 5  | Ізраїль         | 88   | Фінляндія       | 59       |
| 6  | Німеччина       | 72   | Ізраїль         | 59       |
| 7  | Іспанія         | 67   | Швеція          | 58       |
| 8  | Нідерланди      | 61   | Бельгія         | 54       |
| 9  | Португалія      | 60   | Іспанія         | 51       |
| 10 | Швеція          | 60   | Австрія         | 47       |

## Нотатки
1. ↑  Містить фрази англійською
2. 1 2 3 4  Використовувався диригент від країни-господарки.
3. 1 2 3  Коментувалося французьким мовником RTF.
4. ↑  Підтверджено ведучою конкурсу.[26]